# Schildwachtklier

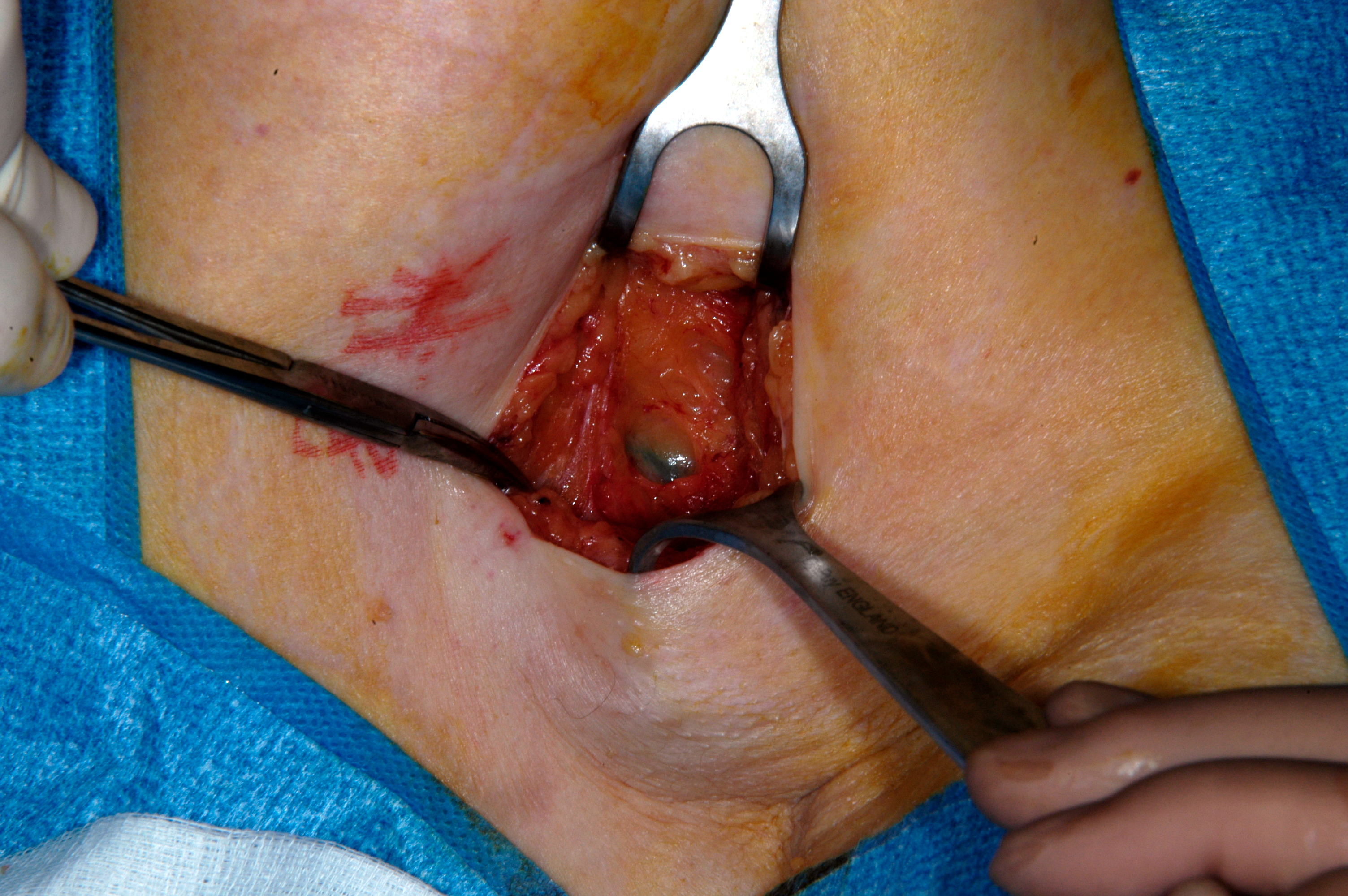
Tijdens een schildwachtklierprocedure is de lymfeklier die de blauwe kleurstof heeft opgenomen in de diepte zichtbaar

De schildwachtklier, sentinel of poortwachterklier is de eerste lymfeklier, waarheen kankercellen uitzaaien. Bij een schildwachtklierprocedure wordt geprobeerd juist deze lymfeklier te onderzoeken, om via een kleine ingreep zo zeker mogelijk te weten of er uitzaaiing naar de lymfklieren heeft plaatsgevonden.

## Fysiologie
Kanker kan uitzaaien via het bloed of via het lymfestelsel. Bij kankers die vooral uitzaaien via lymfebanen blijkt dit vaak via vaste stappen te verlopen: eerst naar de regionale lymfeklieren, daarna naar het volgende station van lymfeklieren, enzovoorts. Dit is doordat de lymfe een vaste stroomrichting heeft.

## Toepassing
Bij de schildwachtklierprocedure wordt geprobeerd speciaal de schildwachtklier te onderzoeken op de aanwezigheid van (uitgezaaide) kankercellen. Hiertoe wordt enkele uren voor de operatie een blauwe kleurstof en een (onschuldige) radioactieve substantie in de tumor gespoten. Bij de operatie wordt met een geigerteller de lymfeklier opgezocht waar de radioactiviteit zich ophoopt. Deze wordt als schildwachtklier betiteld, verwijderd en door de patholoog onderzocht op de aanwezigheid van kankercellen. Meestal gebeurt dit met een vriescoupe, wat ongeveer 20-30 minuten in beslag neemt. Als er kankercellen zijn kan meteen een lymfeklierdissectie uitgevoerd worden. Alleen bij melanoom is beoordeling van vriescoupes zo moeilijk dat beter gewone paraffinecoupes gebruikt kunnen worden. Dit om te voorkomen dat kankercellen over het hoofd worden gezien. Het maken van paraffinecoupes duurt echter wel veel langer...
De schildwachtklierprocedure heeft verschillende voordelen. De kansen op genezing zijn kleiner naarmate de kanker verder is uitgezaaid. Als de schildwachtklier geen kankercellen bevat, kan aangenomen worden dat er helemaal geen uitzaaiing heeft plaatsgevonden. Zo hoeven minder lymfeklierdissecties uitgevoerd te worden die achteraf niet nodig waren geweest, en wordt ook de schade van deze operatie (een groot risico op het ontstaan van lymfoedeem) voorkomen.
Ten tweede kan de aandacht speciaal op de meest verdachte klier worden gericht, zodat de kans dat uitzaaiingen in het vroegste stadium herkend kunnen worden, en kan de prognose zo goed mogelijk worden ingeschat. De belangrijkste toepassingen zijn borstkanker en melanoom. Ook bij darmkanker is het redelijk succesvol toegepast. Echter in het geval van melanoom wordt de kans op genezing door deze procedure niet meetbaar verbeterd. Momenteel wordt het nut van de schildwachtklierprocedure ook bij mondholte- en keeltumoren onderzocht.
De schildwachtklierprocedure bij borstkanker is ontwikkeld door de oncologisch chirurg Armando Giuliano van het John Wayne Cancer Institute in de jaren 90, en andere groepen volgden snel daarna.